# Karcino (przystanek kolejowy)
Karcino – przystanek kolejowy w Karcinie, w województwie zachodniopomorskim, w Polsce.

## Ruch pasażerski
| Rok  | Wymiana pasażerska na dobę |
| ---- | -------------------------- |
| 2017 | 0-9                        |
| 2022 | 10-19                      |

## Połączenia
- Kołobrzeg
- Szczecin
- Gryfice
- Trzebiatów
- Płoty
- Goleniów
- Nowogard